# Lista de helipontos de Salvador
Esta é uma lista de helipontos de Salvador. Em 2012, os helipontos no município totalizavam cinco para atender a uma frota de 26 helicópteros, e outros 16 locais aguardando homologação da Agência Nacional de Aviação Civil (Anac). Existia heliponto na Avenida Luís Viana (Paralela), no canteiro central da avenida, entre os bairros de Patamares e Vale dos Lagos, no entanto foi extinto com a implantação da Linha 2 do Metrô de Salvador na área. São eles:
| Nome                                             | Código ICAO | Código CIAD | Localização                                       | Bairro                         | Coordenadas                        | Ref.          |
| ------------------------------------------------ | ----------- | ----------- | ------------------------------------------------- | ------------------------------ | ---------------------------------- | ------------- |
| Salvador Trade Center                            | SICX        | BA0192      | Avenida Tancredo Neves                            | Caminho das Árvores            | 12° 59′ 02″ S, 38° 27′ 13″ O       | [ 3 ] [ 1 ]   |
| Civil Towers                                     | SIIL        | BA0194      | Rua Arthur de Azevêdo Machado                     | Costa Azul                     | 12° 59′ 21″ S, 38° 26′ 54″ O       | [ 4 ] [ 5 ]   |
| Sede da Novonor (ex-Odebrecht)                   | SIUT        | BA0196      | Avenida Luís Viana Filho (Paralela)               | Cabula                         | 12° 57′ 45″ S, 38° 26′ 08″ O       | [ 6 ] [ 1 ]   |
| Mundo Plaza                                      | SJBD        | BA0201      | Avenida Tancredo Neves                            | Caminho das Árvores            | 12° 58′ 46,78″ S, 38° 27′ 40,73″ O | [ 7 ] [ 1 ]   |
| Hospital da Bahia                                | SJOB        | BA0209      | Avenida Prof. Magalhães Neto                      | Pituba                         | 12° 59′ 15″ S, 38° 27′ 03″ O       | [ 8 ] [ 9 ]   |
| CEO Salvador Shopping                            | SJOC        | BA0210      | Rua Frederico Simões                              | Caminho das Árvores            | 12° 58′ 46″ S, 38° 27′ 08″ O       | [ 10 ] [ 11 ] |
| CIGE - Centro Integrado de Gestão de Emergências | SNDN        | BA0212      | 4ª Avenida                                        | Centro Administrativo da Bahia | 12° 56′ 38″ S, 38° 25′ 32″ O       | [ 12 ] [ 13 ] |
| Enseada                                          | SNEM        | BA0213      |                                                   | Ilha dos Frades                | 12° 47′ 44″ S, 38° 38′ 37″ O       | [ 14 ]        |
| Henrimar Táxi Aéreo                              | SNSN        | BA0215      | Estrada da Barragem Ipitanga, próximo à BA-526    | Nova Esperança                 | 12° 52′ 12″ S, 38° 21′ 57″ O       | [ 15 ] [ 1 ]  |
| Maremanga                                        | SSMD        | BA0220      |                                                   | Ilha do Bom Jesus dos Passos   | 12° 45′ 48″ S, 38° 38′ 38″ O       | [ 16 ]        |
| Ilhota dos Coqueiros                             | SSRI        | BA0222      |                                                   | Ilhota dos Coqueiros           | 12° 45′ 59″ S, 38° 39′ 00″ O       | [ 17 ]        |
| VR Aviation                                      | SSWW        | BA0224      | Avenida Santiago de Compostela, Parque Bela Vista | Brotas                         | 12° 58′ 54″ S, 38° 28′ 08″ O       | [ 18 ]        |
| Assembleia Legislativa da Bahia                  | SWDA        | BA0228      | 1ª Avenida                                        | Centro Administrativo da Bahia | 12° 56′ 51″ S, 38° 25′ 55″ O       | [ 19 ] [ 20 ] |
| Del Rey                                          | SWDL        | BA0229      | Rua Catarina Fogaça                               | Jardim Armação                 | 12° 59′ 34″ S, 38° 26′ 24″ O       | [ 21 ]        |
| Loreto                                           | SWLT        | BA0232      | Loreto                                            | Ilha dos Frades                | 12° 45′ 35″ S, 38° 37′ 14″ O       | [ 22 ]        |
| Palácio de Ondina                                | SWOD        | BA0234      | Ladeira do Jardim Zoológico                       | Ondina                         | 13° 00′ 33″ S, 38° 30′ 14″ O       | [ 23 ] [ 1 ]  |
| RR76 Clube Espanhol                              | SWRR        | BA0235      | Avenida Oceânica                                  | Barra                          | 13° 00′ 34″ S, 38° 31′ 13″ O       | [ 24 ]        |
| Hospital Municipal de Salvador                   | SWVA        | BA0236      | Rua Vereador Zezéu Ribeiro                        | Boca da Mata                   | 12° 53′ 51″ S, 38° 23′ 22″ O       | [ 25 ]        |
| Hospital Cárdio Pulmonar                         | SSDE        | BA0316      | Avenida Anita Garibaldi                           | Federação                      | 13° 00′ 22″ S, 38° 30′ 01″ O       | [ 26 ]        |

- Heliponto do Departamento de Polícia Técnica (DPT)[27]